# 岩崎千明
岩崎 千明（いわさき ちあき、1984年8月9日 - ）は、日本のタレント。所属事務所はセント・フォース。身長161cm、血液型B型。2013年8月に一般男性と結婚、
一男二女を授かる。2013年4月からは芸能活動を休止している。

## 略歴
和歌山県和歌山市出身。実家は兼業農家。父は教諭。和歌山県立那賀高等学校を経て甲南女子大学文学部日本語日本文学科卒業。
ABC夏の全国高等学校野球選手権大会CMキャンペーンガール（2000年）
アパマンショップ初代キャンペーンガール（2006年）
2006年度和歌山県観光キャンペーンスタッフ「きのくにフレンズ」
2007年8月、オリコン・エンタテインメント発行の雑誌「De-View」とセント・フォースの共同企画による「セント・フォース2008アナウンサー発掘プロジェクト」に合格し芸能界入り。
2007年10月、フジテレビ系『めざにゅ〜』（土曜版・お天気コーナー）にてメジャーデビュー。
2009年10月、自身としては初となる写真付きのアイドルカレンダー（2010年版）が出版・発売される。
2012年5月、和歌山県が発行する「全国初の県民手帳〜これであなたも和歌山通〜」に「和歌山県出身の芸能人」として紹介されるが、誕生日が8月10日と誤記されていた。
2013年8月8日、結婚を発表。翌日の9日は本人の誕生日でもある。
2015年7月4日、第1子女児を出産 。
2018年1月26日、第2子女児を出産。
2021年2月、第3子男児を出産。

## 人物
「千明」という名前の「千」は、「千ほどいっぱい」という意味と、父と母がドライブで紀三井寺を通りかかりお詣りに行った時、たまたま「千日詣」という行事が行われていて、その1年後の同じ8月9日に岩崎が生まれたことから「千日詣」の「千」をつけてくれたという。
愛称は、ちあ、ちあちゃん、ちーちゃん。
実家は農家で、現在でも田植えの季節になるとスケジュールの合間をぬって帰郷し、自らトラクターを運転するなど田植えの手伝いをする。
めざにゅ〜「ココCHECKチアキアルキ」の柴又ロケ（2008年6月5日放送）で、映画「男はつらいよ」の撮影協力をした「高木屋老舗」 を訪れた際、店内にある予約席（渥美清扮する寅さんが帰ってきた時のための予約席）の話を大女将から聞いて思わず感動涙する場面があった。
趣味・特技 ピアノ、バレエ、フルート、ガーデニング。
幼少期から音楽好きだったということもあり、地元の和歌山児童合唱団 に所属していた。なお、この合唱団は、2000年にオーストリアで開催された第1回国際合唱オリンピックにおいて日本代表として出場、金メダルを受賞した。この時のメンバーに岩崎も加わっていた。
尊敬する人・役者はオードリー・ヘプバーン。
犬や猫が大好きで、実家ではネコを数匹飼っているが、自身では上京後に「モコ」という名の小犬（ポメラニアン種）を飼っている。
2009年9月まで「めざにゅ〜」の5時台のお天気コーナーを担当していた。
同じ事務所の先輩であるタレントの望月理恵の他に皆藤愛子や大澤亜季子、高見侑里と仲が良い。
めざにゅ〜で共演したフジテレビの各アナウンサーである宮瀬茉祐子（のちに2011年7月16日付でフジテレビ退職）、松尾翠(現在:フリー)、生野陽子、加藤綾子(現在:フリー)、椿原慶子、山中章子、松村未央とも仲が良く、特に宮瀬と松尾を姉のように慕っている。逆に宮瀬、松尾からは妹の様に可愛がられている。また、松尾とは2010年の秋に伊勢神宮に旅行に行き、その後松尾を連れて実家に帰省し、寝泊まりもした。
同じ事務所に所属する女優の小林麻央に憧れ、将来は彼女のような幅広い分野で芸能活動をするマルチタレントを目指しているという。
和歌山電鐵貴志川線貴志駅のたま駅長 の大ファンで、故郷の和歌山に帰郷し時間がある時は、同線の電車に乗って会いに行くことがある。
郷土愛が強く、メジャーデビューし上京した後も故郷の和歌山県の魅力を「めざにゅ〜」やブログ内で積極的にアピールしている。また、地元の物産品を購入するために東京交通会館(有楽町)にある わかやま喜集館 を訪れることがある。

## 過去の出演番組・掲載記事

### テレビ
- @あっと!テレわか水曜日（テレビ和歌山） - アシスタント
- めざにゅ〜（フジテレビ、2008年4月 - 2013年9月25日[注 6][注 7]）
- 2010 FIFAワールドカップデイリーニュース（スカパー!（スカチャン）、2010年6月12日 - 2010年7月12日）　- メインMC、うじきつよしのアシスタントとして土曜日と日曜日を担当[注 8]
- 第3回 貝印スイーツ甲子園（BSフジ、2010年10月17日） - スタジオアシスタント
- 南関東地方競馬チャンネル（スカパー!、2011年4月 - 2013年3月）
- 世界体感! UMIHIKO×YAMAHIKO（NHK-BS1、2012年4月27日 - 2013年3月22日） - メインMC恵俊彰のアシスタント ※月1回放送

### ラジオ
- ALOHA RAINBOW（bayfm、2008年10月 - 2009年3月） - アシスタント

### 新聞
- ニュース和歌山（2006年9月27日） - インタビュー掲載

### スポーツ新聞
- スポーツ報知 （2009年6月16日） - インタビュー掲載

### 機内番組
- JAL×フジテレビpresents ジャパン・カルチャー とっておきのWA!（2010年6月 - 7月JAL機内で上映）

### 声優
- モバイルレジェンド (ナタリア、ルビィ) (2017年〜)

## TVCF
- JR東海 「トーキョー☆ブックマーク」（関西・東海地区限定オンエア 2008年-2009年）
- 花王「エッセンシャル（愛ちゃん・パーティ篇）」（2008年） - 皆藤愛子、山崎静代、中川翔子らと共演。
- ネイチャーラボ「トゥビーホワイト」（セントフォースグループのタレント4名と共演）

## CD
- Songs Of Hula （tearbridge records） ※12曲目の「Aloha Rainbow」を、同名のラジオ番組で共演していた松本和己とデュエットしている。

## 舞台
- SEASONS（朗読劇、青山円形劇場 2008年9月6日、7日公演）四女（末っ子）あおい役[注 9]
  - なお、この朗読劇「SEASONS」のDVDが、ポニーキャニオンから2008年12月17日に発売された[23]。
- 拝啓、あなたはボーカロイドを知っていますか?（アフレコ歌劇、新宿シアターモリエール、2016年10月14日 - 16日公演）ユキ役